# Петрыги
Петрыги (бел. Пятрыгі) — деревня в Мстиславском районе Могилёвской области Белоруссии. Входит в состав Ходосовского сельсовета.

## География
Деревня находится в северо-восточной части Могилёвской области, в пределах Оршанско-Могилёвской равнины, на берегах реки Волчес, к северу от республиканской автодороги Р73, на расстоянии примерно 26 километров (по прямой) к юго-западу от Мстиславля, административного центра района. Абсолютная высота — 184 метра над уровнем моря.

## История
Упоминается в 1642 году как деревня Петрижичи в Оршанском повете ВКЛ. В конце XVIII века деревня входила в состав Могилёвской экономии Великого княжества Литовского.
Согласно «Списку населенных мест Могилёвской губернии» 1910 года издания населённый пункт входил в состав Белицкой волости Чериковского уезда Могилёвской губернии. Имелось 17 дворов и проживало 35 человек (20 мужчин и 15 женщин).
Советская власть была установлена в январе 1918 года. В январе 1925 года в Бесковку была переведена школа из близлежащей деревни Лыкинки. В 1931 году был организован колхоз, который в 1932 году объединял 43 хозяйства и имел 501 га пашни. Имелась кузница по ремонту сельхозинвентаря.
Во время Великой Отечественной войны, в период с 14 июля 1941 года по 30 сентября 1943 года, деревня была оккупирована немецко-фашистскими захватчиками.
До 2012 года деревня входила в состав ныне упразднённого Заболотского сельсовета.

## Население
По данным переписи 2009 года, в деревне проживало 25 человек.

## Известные лица
- Кулаков, Иван Петрович — мичман, уроженец деревни Петрыги. 31.07.2017 в его честь в Мстиславле открыт памятный знак.